# Дильмен, Рыдван
Рыдван Дилмен (род. 15 августа 1962 года в Назилли) — турецкий футболист, наиболее известен по выступлениям за «Фенербахче» и сборную Турции. Он играл либо атакующим полузащитником, либо нападающим. Он получил прозвище «Şeytan Rıdvan» (рус. Дьявол Рыдван) за футбольный интеллект, высокую скорость с мячом и обманные движения, хотя самому футболисту это прозвище не нравилось. Причина, по которой его имя не так широко известно в мире, заключается в том, что он редко имел возможность проявить себя на крупных международных турнирах. Сборная Турции, за которую он играл, в основном в 80-х годах, не выходила на континентальные первенства, а «Фенербахче» на европейской клубной арене также не достигал успеха. После окончания карьеры игрока Рыдван начал тренерскую деятельность, затем стал комментатором, аналитиком и спортивным обозревателем.

## Игровая карьера
Дильмен дебютировал в «Шумерспоре» в 1977 году. Перед сезоном 1979/80 Дилмен был на просмотре в клубе второго дивизиона «Денизлиспор». В команде, где в то время играл его старший брат, молодого Рыдван посчитали слишком худощавым и не взяли в состав. В итоге в 1979 году он перешёл в «Мугласпор» в обмен на 25 футбольных мячей, а затем стал игроком «Болуспора», за который выступал в 1980—1983 годах. В 1983—1987 годах он защищал цвета «Сарыера», затем подписал контракт с «Фенербахче».
Он сыграл важную роль в сезоне 1988/89, в котором «Фенербахче» выиграл чемпионский титул со 103 голами. В сезоне 1988/89 годов он забил 19 голов. В 1990 году в игре с «Трабзонспором» его травмировал сербский защитник Миодраг Ешич, Дильмен так полностью и не восстановился. Рыдван не оправдал ожиданий из-за постоянных травм и частых хирургических вмешательств. Он ушёл из футбола в 1994 году из-за проблем с травмами. Тем не менее, он был одним из ключевых игроков «Фенербахче» и сборной своего поколения.
Дилмен сыграл 24 матча за сборную Турции с 1984 по 1992 год, в том числе 11 матчей квалификации на чемпионаты мира и три матча отбора на Евро. Дилмен дебютировал за Турцию 6 сентября 1984 года в матче против Советского Союза. Он забил свой первый гол за сборную 21 сентября 1988 года в матче с Грецией, его команда победила со счётом 3:1. Последний раз Рыдван Дилмен сыграл за сборную Турции 28 сентября 1992 года против Сан-Марино.

## Тренерская карьера
Дилмен работал тренером «Ванспора» в сезоне 1998/99. Его клуб завершил сезон победителем второй лиги Турции. Затем в следующем сезоне он стал тренером своего бывшего клуба «Фенербахче». Однако его пребывание на посту тренера длилось всего пять недель. Он подал в отставку, так как «Фенербахче» на ранней стадии вылетел из Кубка УЕФА. Дилмен также работал тренером «Алтая» и «Аданаспора» и «Каршияки».

## Карьера комментатора
Рыдван Дилмен работал комментатором на NTV Spor и обозревателем в газете Sabah (с августа 2010 года); в то же время он работал аналитиком в газете Fanatik. Он работает диктором на Star TV во время важных матчей Лиги чемпионов. Дилмен часто предсказывает голы за несколько минут до того, как мяч попадает в сетку.

## Достижения
- Чемпионат Турции: 1989
- Суперкубок Турции: 1990
- Кубок Премьер-министра Турции: 1989, 1992
- Футболист года в Турции: 1989